# Gunnar Nordenfors
Johan Gunnar Nordenfors, född 31 maj 1927 i Falu Kristine församling, Kopparbergs län, död 13 oktober 2013 i Västerås Lundby församling, Västmanlands län, var en svensk organist och körledare. 

## Biografi
Nordenfors var utbildad vid Kungliga Musikhögskolan i Stockholm, med Alf Linder som lärare i orgelspel. Han samarbetade under många år med Eric Ericson och hans Radiokör och Kammarkör. 1983 invaldes han som ledamot av Musikaliska Akademien och var under ett decennium ordförande i dess kyrkomusikkommitté. Han var länge också akademiens censor vid organist- och kantorsexamen.
Han var från 1956 till 1972 kyrkomusiker i Västerledskyrkan i Stockholm och från 1972 till sin pensionering 1992 domkyrkoorganist i Västerås domkyrka. Han var ledamot av Musikaliska Akademien.

## Diskografi
- Gunnar Nordenfors spelar på orglarna i Västerås Domkyrka, 1997